# Helene Bielansky
Helene Bielansky, född 19 mars 1931, är en friidrottare från Österrike. Hon deltog vid olympiska sommarspelen 1952.